# بالوطسا رابي
بالوتسا رابي هي شاعرة وكاهنة بابلية يعتقد انها عاشت في العصر الكاشي. اشتهرت بشعرها الموجه للإلهة غولا وعرف عملها باسم ترنيمة غولا.

## الهوية
من المفترض أن بالوستا رابي كان مؤلف ترنيمة مشهورة لجولا. اعتبارًا من عام 2022، تم التعرف على أكثر من 20 قطعة، يعود تاريخ أقدمها إلى العصر الآشوري الحديث وأصغرها إلى العصر السلوقي أو البارثي . ورد الاسم في السطور الأخيرة من هذا المؤلف، مع أنه ليس نسبة إلى التأليف:
غولا، أيتها السيدة العظيمة التي يدعمها نينورتا ،
دافعي عن قضيته بقوتك، أيتها الزوجة المتألقة،
حتى يتمكن من إحياء الحياة بالإشارة إلى بولوسا-رابي،
حتى ينحني هذا الأخير أمامك يوميًا.
تم اعتبار الدليل المباشر الذي يؤكد أن بلوطا ربيع هو المؤلف المعروف من كتالوج النصوص والمؤلفين ، وهو نص علمي تم اكتشافه في نينوى .
الترنيمة مكتوبة بضمير المتكلم كخطاب ألقته الإلهة جولا. صنفتها جوان جودنيك ويستنهولز كمثال على علم الآثار . يبلغ طوله 200 سطر ويتكون من 20 قسمًا، يركز كل منها على اسم مختلف ينسبه المؤلف إلى غولا أو زوجها.ومع ذلك، فإن الإله الأخير، نينورتا، يتلقى أسماء أقل من غولا ولم يتم تفصيل شخصيته بدرجة متساوية، مما يشير إلى أنه لم يكن محور التكوين. من بين الآلهة التي تم تحديدها مع جولا نينتينوجا ، ونينماديريجا، ونانشي ، ونينكاراك ، ونينيجيزيبارا ، وباو ، وأونغال نيبرو، ونينسون ، ونينليل الذين كانوا جميعًا في الأصل آلهة منفصلة تمامًا، وهو ما ينعكس في تعيين أدوار منفصلة . لهم في النشيد. صرحت جوان جودنيك ويستنهولز أن وجود نانشي ونينسون غير متوقع، في حين أن إدراج نينليل ربما يكون مستمدًا من حالة واضحة من التوفيق بين المعتقدات بين جولا وسود والتي تشهد عليها مخطوطة بابلية قديمة لقائمة آلهة فايدنر . تسلط إيرين سيبنج-بلانثولت الضوء على غياب أي إشارات إلى نينيسينا ، التي كانت مرتبطة بشكل وثيق بجولا في مكان آخر. تركز ثلاثة أقسام فقط على دور جولا كإلهة شفاء، وهي تلك التي تركز عليها تحت اسمها الأساسي، بالإضافة إلى الأقسام المخصصة لنينليل ونينجيزيبارا. تركز معظم الأقسام بدلاً من ذلك على مكانتها المرموقة في دين بلاد ما بين النهرين. هناك عدد من الترانيم المشابهة التي يتم فيها تحديد الإله مع آخرين يتشاركون نفس الشخصية، ويُفترض أنها ربما تكون قد تطورت من ممارسة مماثلة موثقة جيدًا في قوائم الآلهة. تشمل الأمثلة الأخرى المؤلفات التي تركز على الآلهة مثل مردوخ ، نينورتا أو نانايا . من المفترض أنها تعكس التخمينات اللاهوتية الشائعة خاصة في الألفية الأولى قبل الميلاد، وعمليات إعادة هيكلة آلهة بلاد ما بين النهرين ، والتي غالبًا ما تضمنت تمجيد ورفع شأن بعض الآلهة من خلال تقديم شخصيات مماثلة على أنها متطابقة معهم.ومع ذلك، فإن هذه الظواهر لم تؤثر بالضرورة على عبادة الآلهة الفردية.
ينسب كتالوج النصوص والمؤلفين ثلاثة مؤلفات أخرى إلى بولوتسا-رابي بالإضافة إلى ترنيمة غولا، لكنها تظل مجهولة الهوية. يقترح زسومبور فولدي أنه ربما تم حفظ إحداها على الوجه المفقود لإحدى نسخ ترنيمة غولا، والتي يبدو أنها نُقشت بتكوين مختلف. وقد تم بالفعل اقتراح احتمال مماثل من قبل ويلفريد ج. لامبرت في عام 1967، على الرغم من أنه كان من المفترض في ذلك الوقت أنه تم نسب مقطوعة واحدة فقط إلى هذا المؤلف. يشير إنريكي خيمينيز إلى أنه ليس من المستحيل أن تكون الترانيم الأخرى التي كتبتها بولوسا-رابي معروفة بالفعل للباحثين، ولكن لا يمكن أن تُنسب إليها بعد بسبب عدم حفظها بشكل كامل

## ترنيمة غولا
من المفترض أن Bulluṭsa-rabi كان مؤلف ترنيمة مشهورة لجولا . اعتبارًا من عام 2022، تم التعرف على أكثر من 20 قطعة، يعود تاريخ أقدمها إلى العصر الآشوري الحديث وأصغرها إلى العصر السلوقي أو البارثي . ورد الاسم في السطور الأخيرة من هذا المؤلف، مع أنه ليس نسبة إلى التأليف:
غولا، أيتها السيدة العظيمة التي يدعمها نينورتا ،
دافعي عن قضيته بقوتك، أيتها الزوجة المتألقة،
حتى يتمكن من إحياء الحياة بالإشارة إلى بولوسا-رابي،
حتى ينحني هذا الأخير أمامك يوميًا.
تم اعتبار الدليل المباشر الذي يؤكد أن بلوطا ربيع هو المؤلف المعروف من كتالوج النصوص والمؤلفين ، وهو نص علمي تم اكتشافه في نينوى .
الترنيمة مكتوبة بضمير المتكلم كخطاب ألقته الإلهة جولا. صنفتها جوان جودنيك ويستنهولز كمثال على علم الآثار .يبلغ طوله 200 سطر ويتكون من 20 قسمًا، يركز كل منها على اسم مختلف ينسبه المؤلف إلى غولا أو زوجها. ومع ذلك، فإن الإله الأخير، نينورتا، يتلقى أسماء أقل من غولا ولم يتم تفصيل شخصيته بدرجة متساوية، مما يشير إلى أنه لم يكن محور التكوين. من بين الآلهة التي تم تحديدها مع جولا نينتينوجا ، ونينماديريجا، ونانشي ، ونينكاراك ، ونينيجيزيبارا ، وباو ، وأونغال نيبرو، ونينسون ، ونينليل ، الذين كانوا جميعًا في الأصل آلهة منفصلة تمامًا، وهو ما ينعكس في تعيين أدوار منفصلة . لهم في النشيد. صرحت جوان جودنيك ويستنهولز أن وجود نانشي ونينسون غير متوقع، في حين أن إدراج نينليل ربما يكون مستمدًا من حالة واضحة من التوفيق بين المعتقدات بين جولا وسود والتي تشهد عليها مخطوطة بابلية قديمة لقائمة آلهة فايدنر . تسلط إيرين سيبنج-بلانثولت الضوء على غياب أي إشارات إلى نينيسينا ، التي كانت مرتبطة بشكل وثيق بجولا في مكان آخر. تركز ثلاثة أقسام فقط على دور جولا كإلهة شفاء، وهي تلك التي تركز عليها تحت اسمها الأساسي، بالإضافة إلى الأقسام المخصصة لنينليل ونينجيزيبارا. تركز معظم الأقسام بدلاً من ذلك على مكانتها المرموقة في دين بلاد ما بين النهرين. هناك عدد من الترانيم المشابهة التي يتم فيها تحديد الإله مع آخرين يتشاركون نفس الشخصية، ويُفترض أنها ربما تكون قد تطورت من ممارسة مماثلة موثقة جيدًا في قوائم الآلهة. تشمل الأمثلة الأخرى المؤلفات التي تركز على الآلهة مثل مردوخ ، نينورتا أو نانايا . من المفترض أنها تعكس التخمينات اللاهوتية الشائعة خاصة في الألفية الأولى قبل الميلاد، وعمليات إعادة هيكلة آلهة بلاد ما بين النهرين ، والتي غالبًا ما تضمنت تمجيد ورفع شأن بعض الآلهة من خلال تقديم شخصيات مماثلة على أنها متطابقة معهم. ومع ذلك، فإن هذه الظواهر لم تؤثر بالضرورة على عبادة الآلهة الفردية.
ينسب كتالوج النصوص والمؤلفين ثلاثة مؤلفات أخرى إلى بولوتسا-رابي بالإضافة إلى ترنيمة غولا، لكنها تظل مجهولة الهوية. يقترح زسومبور فولدي أنه ربما تم حفظ إحداها على الوجه المفقود لإحدى نسخ ترنيمة غولا، والتي يبدو أنها نُقشت بتكوين مختلف. وقد تم بالفعل اقتراح احتمال مماثل من قبل ويلفريد ج. لامبرت في عام 1967، على الرغم من أنه كان من المفترض في ذلك الوقت أنه تم نسب مقطوعة واحدة فقط إلى هذا المؤلف. يشير إنريكي خيمينيز إلى أنه ليس من المستحيل أن تكون الترانيم الأخرى التي كتبتها بولوسا-رابي معروفة بالفعل للباحثين، ولكن لا يمكن أن تُنسب إليها بعد بسبب عدم حفظها بشكل كامل